# Corycoides
Corycoides is een geslacht van rechtvleugeligen uit de familie sabelsprinkhanen (Tettigoniidae). De wetenschappelijke naam van dit geslacht is voor het eerst geldig gepubliceerd in 1939 door Uvarov.

## Soorten
Het geslacht Corycoides omvat de volgende soorten:
- Corycoides abruptus Krauss, 1890
- Corycoides greeffi Krauss, 1890
- Corycoides intermedius Redtenbacher, 1892
- Corycoides jurinei Saussure, 1862
- Corycoides karschi Krauss, 1890
- Corycoides kraussi Kirby, 1906
- Corycoides paradoxus Bolívar, 1890
- Corycoides siccifolius Sjöstedt, 1902